# Krekelberg (Elkenrade)
De Krekelberg is een heuvel in het zuiden van de Nederlandse provincie Limburg, gelegen ten zuiden van Elkenrade en ten westen van Eyserheide in de gemeente Gulpen-Wittem. De heuveltop heeft een hoogte van circa 180 meter boven NAP en is onderdeel van het Plateau van Ubachsberg, een plateau in het Zuid-Limburgse Heuvelland.

## Topografie
De Krekelberg ligt tussen twee kleine droogdalen of grubben (de Elkenradergrub) die het plateau van oost naar west doorsnijden. Ten westen van de heuvel komen deze dalen samen en daardoor vormt de heuvel een soort landtong boven de omringende laagten. De topografische prominentie bedraagt zo'n 10 tot 30 meter. Ten noorden van de Krekelberg ligt de Rensberg met daarop het gehucht Elkenrade en ten zuiden van de heuvel ligt de Moorheide. Over de heuvel loopt een veldweg, de Krekelbergweg, die op de noordelijke helling een holle weg vormt. Op de heuveltop liggen voornamelijk weilanden met kleine restanten hellingbos.